# 展览馆路
展览馆路是位于北京市西城区西北部的一条道路，南起阜成门外大街，北到西直门外大街，南口衔接三里河东路北口，中间与百万庄大街、车公庄大街及动物园路相交，因道路北端有北京展览馆而得名。北京展览馆建于1953年，展览馆路的形成也始于1953年。